# Brother Jonathan (Symbolfigur)

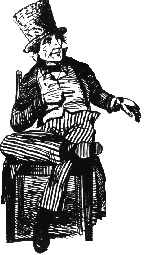
Brother Jonathan in gestreifter Hose, dunklen Mantel und Pfeifenhut, gezeichnet von Thomas Nast.

Brother Jonathan, zu deutsch Bruder Jonathan, ist eine Personifikation von Neuengland. Sie wurde auch als Personifizierung der ganzen USA verwendet und ist auch eine Allegorie des Kapitalismus.
Brother Jonathan wurde zu einer Fiktiven Figur. Die Wochenzeitung Brother Jonathan, die ab Mitte des 18. Jahrhunderts erschien, war nach ihm benannt.
Brother Jonathan wurde normalerweise als Neuengländer mit gestreifter Hose, dunklem Mantel und Ofenrohr-Zylinder dargestellt. In Neuengland wurde er als erfolgreicher Unternehmer dargestellt.

## Geschichte

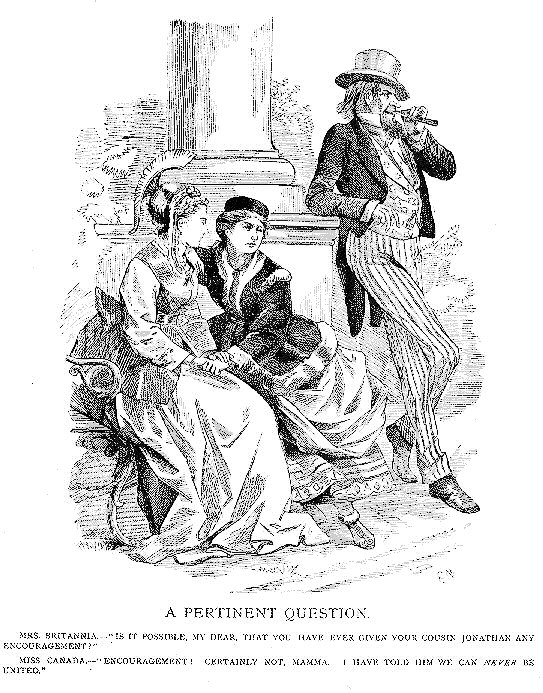
„Mrs. Britannia“ und ihre Tochter „Miss Canada“ diskutieren, ob „Cousin Jonathan“ eine Ehe mit Kanada anstrebt. Eine politische Karikatur aus dem Jahre 1886, die die Befürchtungen einer von den USA mit Kanada angestrebten Union aufnimmt.

Der Begriff tauchte spätestens im 17. Jahrhundert auf und wurde während des englischen Bürgerkrieges für puritanische Roundheads benutzt. Er leitet sich ab vom Wehruf Davids über den Tod seines Freundes Jonathan, „Weh ist mir um dich, mein Bruder Jonatan.“ (2. Samuel 1,26 ).
Es hält sich auch die Legende, dass sich der Name vom ehemaligen Gouverneur von Connecticut, Jonathan Trumbull (1710–85), ableite. Connecticut versorgte damals die nördlichen und mittleren Departements der Continental Army während des Amerikanischen Unabhängigkeitskrieges. George Washington soll auf die Frage, ob sie den Krieg gewinnen, gesagt haben: „Wir müssen dazu Bruder Jonathan konsultieren.“ Dieser Ursprung ist zweifelhaft, da keine der beiden Personen auf diese Geschichte zu Lebzeiten Bezug nahm und sie erst lange nach deren Tod Mitte des 19. Jahrhunderts auftauchte. In den 1850er teilte sich die in Neuengland ansässige Know-Nothing Party in zwei Lager, das der gemäßigten Jonathans und der radikalen Sams. Uncle Sam wurde Ende des 19. Jahrhunderts zum Symbol für die Vereinigten Staaten und verdrängte Brother Jonathan.
In einem Artikel der Zeitschrift The Lutheran Witness von 1893 werden Brother Jonathan und Uncle Sam als zwei verschiedene Namen derselben Person bezeichnet.

“When we meet him in politics we call him Uncle Sam; when we meet him in society we call him Brother Jonathan. Here of late Uncle Sam alias Brother Jonathan has been doing a powerful lot of complaining, hardly doing anything else.”

„Wenn wir ihn in der Politik treffen, nennen wir ihn Onkel Sam; wenn wir ihn in der Gesellschaft treffen, nennen wir ihn Bruder Jonathan. In letzter Zeit hat sich Onkel Sam alias Bruder Jonathan heftig beschwert und kaum etwas anderes getan.“

## Bezugnahmen
Die Phrase „We must consult Brother Jonathan“ steht auf den Abschlusszeugnissen des Trumbull College der Yale University.
Der Jonathan Club in Los Angeles soll nach Jonathan Trumbull benannt sein. Der Club wurde aber erst 1895 gegründet und der wahre Namensursprung ist verloren gegangen.